# Surreal Software
Surreal Software foi uma desenvolvedora de jogos eletrônicos sediada em Seattle, Washington, Estados Unidos, que era uma subsidiária da Warner Bros.

## Fundadores
Todos os fundadores deixaram a empresa antes da sua fusão com a Monolith.
- Stuart Denman – CTO
- Alan Patmore – CEO e Diretor Criativo
- Nick Radovich – CFO
- Mike Nichols – Diretor de Arte

## Lista de jogos
| Ano  | Título                                            | Plataforma(s)                | Plataforma(s)              |         |
| ---- | ------------------------------------------------- | ---------------------------- | -------------------------- | ------- |
| Ano  | Título                                            | 1999                         | Drakan: Order of the Flame | Windows |
| 2002 | Drakan: The Ancients' Gates                       | PlayStation 2                |                            |         |
| 2002 | The Lord of the Rings: The Fellowship of the Ring | Windows, PlayStation 2       |                            |         |
| 2004 | The Suffering                                     | Windows, PlayStation 2, Xbox |                            |         |
| 2005 | The Suffering: Ties That Bind                     | Windows, PlayStation 2, Xbox |                            |         |

### Cancelados
- Gunslinger
- The Lord of the Rings: The Treason of Isengard
- This Is Vegas